# تروا عيسى (تقي)
تروا عيسى هي إحدى مشيخات المملكة المغربية، تتبع جغرافيا لعمالة أكادير إدا وتنان وإداريًا لتقي. يقدر عدد سكانها بـ 2176 نسمة حسب الإحصاء الرسمي للسكان والسكنى لسنة 2004.